# Reforma Escocesa

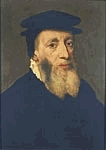
John Knox considerado o líder da Reforma Escocesa

A Reforma Escocesa foi a ruptura formal da Escócia com a Igreja Católica Romana em 1560, e os acontecimentos relacionados com o mesmo. Foi parte da ampla Reforma Protestante na Europa e, no caso da Escócia culminou eclesiásticamente no restauro da igreja na linha da teologia reformada, e politicamente no triunfo da influência inglesa sobre a francesa. 
A Reforma do Parlamento escocês de 1560, que repudiou a autoridade do papa, proibiu a celebração da Missa e adotou uma confissão de fé protestante, foi possível graças a uma revolução contra a hegemonia francesa. Antes disso, a Escócia estava sob a autoridade da regente Maria de Guise, que governava em nome de sua filha ausente Maria Stuart (que naquele momento também era rainha consorte da França). 
A Reforma Escocesa decisivamente formou a Igreja da Escócia e, através dela, todas as outras igrejas Presbiterianas em todo o mundo.